# Dálnice D2
Dálnice D2 (tzv. „Bratislavská dálnice“) je dálnice v Jihomoravském kraji, která vede z Brna přes Břeclav k Lanžhotu, kde na ni na dálničním hraničním přechodu Lanžhot/Kúty přímo navazuje slovenská dálnice D2.

## Popis trasy dálnice
Dálnice D2 je dokončená dálnice vedoucí z Brna přes Břeclav na hraniční přechod Lanžhot/Kúty. Je dlouhá 60,879 km a je v celé své délce čtyřpruhová, postavená v kategorii D 26,5/120. Po dálnici je prakticky v celé její délce, tj. od mimoúrovňové křižovatky Brno-jih až po hraniční přechod Lanžhot/Kúty, vedena evropská silnice E65.
Dálnice D2 začíná na jihu Brna provizorním navázáním na silnici I/41 (semaforová křižovatka se silnicí II/380), přičemž do budoucna je plánováno, že bude volně navazovat na novou Bratislavskou radiálu. Ihned za začátkem dálnice se nachází mimoúrovňová křižovatka Brno-jih, kde se s dálnicí D2 kříží dálnice D1 a kterou dálnice D2 prochází ve spodním patře severojižním směrem. Od této křižovatky dále je po dálnici vedena evropská silnice E65. Dálnice pokračuje od křižovatky jižním směrem, a to po úzkém ostrohu mezi souběžnými řekami Svitavou (východně od dálnice) a Svratkou (západně). Za mimoúrovňovou křižovatkou s přivaděčem k nákupnímu středisku Avion dálnice mírně stáčí směr k východu, překonává Svitavu a pokračuje víceméně přímo nebo jen s velmi mírnými oblouky nížinným územím Dyjsko-svrateckého úvalu, přičemž z východu obchází vrch Výhon.
Poblíž Velkých Němčic se dálnice stáčí ještě o něco více k východu a dostává se do blízkosti paralelně vedené silnice II/425, podél níž pak vede téměř rovně (azimut cca 143°) následujících 27 km. Výjimkou je úsek u města Hustopeče, kde dálnice prochází geomorfologicky nejsložitějším terénem a dvěma nejostřejšími oblouky na své trase, když překonává západní okraj Ždánického lesa. Poté vstupuje opět do rovinaté nebo jen mírně zvlněné krajiny, tentokrát Dolnomoravského úvalu. Od mostu přes železniční trať Zaječí–Hodonín dalších 13 km vede souběžně s dálnicí i železniční trať Brno–Břeclav. U nájezdu Břeclav (km 48) tento souběh končí a dálnice vede samostatně svým směrem, než u Lanžhota za podjezdem pod silnicí II/424 táhlým obloukem změní směr opět přímo k jihu a vstupuje do lužních lesů kolem řeky Moravy. Zde, na km 59, se nachází nejnižší bod české dálniční sítě v nadmořské výšce 157 m. Česká dálnice D2 končí na hranici Česka a Slovenska, na 877 m dlouhém hraničním mostě přes Moravu, kde na ni volně navazuje slovenská dálnice D2.

## Výjezdy
| Číslo výjezdu | Název výjezdu         | Typ křižovatky | Stav                                     | Kříží silnici    | Poznámka                                                  |
| ------------- | --------------------- | -------------- | ---------------------------------------- | ---------------- | --------------------------------------------------------- |
| 0             | Brno-jih              | čtyřlístek     | v provozu (v plánu je celková přestavba) | 1                | první křižovatka dálnic v Československu                  |
| 1             | Nákupní zóna Brno-jih | delta          | v provozu                                | ul. Skandinávská | postaven dodatečně; stavebně propojen s výjezdem Brno-jih |
| 3             | Chrlice               | delta          | v provozu                                | 152              |                                                           |
| 11            | Blučina               | delta          | v provozu                                | 416              |                                                           |
| 25            | Hustopeče             | trubka         | v provozu                                | přivaděč na 425  |                                                           |
| 41            | Podivín               | osmička        | v provozu                                | 422              |                                                           |
| 48            | Břeclav               | osmička        | v provozu                                | 55 425           |                                                           |

## Historie výstavby
První úvahy o dnešní dálnici D2 se objevily již v druhé polovině 50. let 20. století v rámci úvah o dálničním tahu mezi Brnem a Bratislavou, který měl na území dnešní České republiky vést z Brna kolem Břeclavi směrem na území dnešní Slovenské republiky, zhruba paralelně s tehdejší státní silnicí č. 2. V roce 1958 bylo rozhodnuto o přípravě obnovení výstavby dálnic, přičemž se plánovalo s výstavbou dálničního tahu spojujícího Prahu, Brno a Bratislavu. Součástí sítě dálnic a rychlostních silnic se dálnice D2 stala v roce 1963 přijetím koncepce dlouhodobého rozvoje silniční sítě a místních komunikací.
Výstavba dnešní dálnice D2 byla zahájena v roce 1974 stavbou necelých 12 km dlouhého úseku mezi Brnem a Blučinou. V následujících třech letech byly postupně zahájeny stavby všech zbývajících úseků. Během výstavby bylo upuštěno od realizace tří z původně zamýšlených mimoúrovňových křižovatek, a to MÚK Velké Němčice na 19. km v místě křížení se silnicí II/381 (tehdy šlo o silnici 1. třídy č. 54), MÚK Velké Pavlovice na 33. km v místě křížení se silnicí II/421 a MÚK Břeclav-jih na 60. km v místě křížení se silnicí II/425. Mezilehlé úseky mezi existujícími nájezdy na D2 jsou tak poměrně dlouhé, až 16 km.
Prvním úsekem otevřeným pro veřejnost byl 23 km dlouhý úsek mezi Brnem a Starovicemi zprovozněný v roce 1978. Jeho součástí byla i první křižovatka dvou dálnic na českém i československém území, MÚK Brno-jih. O rok později následovalo zprovoznění navazujícího 2 km dlouhého úseku od Starovic po MÚK Hustopeče a v roce 1980 byl zprovozněn zbývající úsek dálnice od MÚK Hustopeče přes MÚK Podivín a MÚK Břeclav až po dnešní státní hranici se Slovenskem, dlouhý 36 km. Pro kontext je třeba doplnit, že na slovenské straně začala být dálnice D2 budována dříve, již v roce 1969, a první úsek Bratislava–Malacky byl dán do provozu roku 1973, rok před zahájením stavby od Brna. Zbývající úsek Malacky–Kúty, na dnešní státní hranici, byl zprovozněn v letech 1978 a 1979.
Roku 1992 bylo rozhodnuto o rozdělení Československa na dva samostatné státy, a proto byla na dálničním km 56 nedaleko Lanžhota vybudována celnice pro hraniční přechod Lanžhot/Kúty mezi Českem a Slovenskem. D2 se tak stala první dálnicí české dálniční sítě, která vedla až na státní hranici, a přechod Lanžhot/Kúty byl prvním českým dálničním hraničním přechodem. Jeho zajímavostí přitom je, že nebyl součástí původního projektu dálnice, protože státní hranice zde vznikla až dodatečně. Po 14 letech provozu byl roku 2007 hraniční přechod zrušen (resp. otevřen volnému průjezdu), neboť Česko i Slovensko vstoupily do tzv. Schengenského prostoru, uvnitř kterého jsou zrušeny kontroly osob a vozidel při přechodu státní hranice. Areál celnice byl následně upraven na odpočívku, která je zároveň posledním místem před státní hranicí, kde je možné přejet do opačného směru dálnice.
Roku 1998 byl jižně od křižovatky Brno-jih otevřen nákupní areál Avion Shopping Park Brno, k němuž byl vybudován příjezd na 1. kilometru dálnice D2. Nejprve šlo jen o výjezd a nájezd z přilehlého směru od Brna, tedy pro přístup nebo odjezd směrem do Brna bylo nutno se otočit na nájezdu Brno-jih nebo Chrlice. Posléze bylo dobudováno přemostění a vznikl plnohodnotný výjezd, poskytující jediný přístup do areálu pro automobily. Byl nájezdovými kolektory propojen s výjezdem Brno-jih, takže při cestě od jihu je pro přejezd na dálnici D1 potřeba sjet do odbočovacího pruhu již v rámci výjezdu Avion.
| Číslo úseku | Úsek                                   | Staničení (km)  | Délka     | Kategorie | Zahájení stavby | Zprovoznění               | Křižovatky                                                                          |
| ----------- | -------------------------------------- | --------------- | --------- | --------- | --------------- | ------------------------- | ----------------------------------------------------------------------------------- |
| 021         | Brno-jih – Blučina                     | 0,000 – 11,700  | 11,700 km | D26,5/120 | 10/1974         | 4. 10. 1978               | Brno-jih (exit 0) Nákupní zóna Brno-jih (exit 1) Chrlice (exit 3) Blučina (exit 11) |
| 022         | Blučina – Hustopeče                    | 11,700 – 24,750 | 13,050 km | D26,5/120 | 07/1975         | 4. 10. 1978 a 7. 12. 1979 | Hustopeče (exit 25)                                                                 |
| 023         | Hustopeče – Břeclav                    | 24,750 – 48,500 | 23,750 km | D26,5/120 | 06/1976         | 8. 11. 1980               | Podivín (exit 41) Břeclav (exit 48)                                                 |
| 024         | Břeclav – státní hranice se Slovenskem | 48,500 – 60,700 | 12,200 km | D26,5/120 | 01/1977         | 8. 11. 1980               |                                                                                     |

## Připravované projekty
Dálnice D2 je podle současné koncepce dálniční sítě dokončena v celé své délce. Všechny připravované projekty se tudíž týkají pouze stavebních úprav již hotových úseků.
První plánovaná úprava se týká nahrazení dosavadního provizorního navázání na silnici I/41 volným navázáním na Bratislavskou radiálu, která vytvoří spojení s Velkým městským okruhem a středem Brna.
Dále se v rámci rozšíření dálnice D1 v okolí Brna na tři jízdní pruhy v každém směru připravuje i přestavba mimoúrovňové křižovatky Brno-jih, která v současnosti dosahuje své maximální kapacity.
ŘSD počítá též se vznikem tzv. Jižní tangenty, která v budoucnosti propojí stávající dálnici D2 s dálnicí D52, a proto je součástí projektu vybudování mimoúrovňové křižovatky Chrlice II a zkapacitnění dálnice D2 od Brna po tuto křižovatku.
Dalším projektem, který se týká dálnice D2, je zamýšlená přestavba mimoúrovňové křižovatky Břeclav na dálniční křižovatku. V jejím místě se totiž má dálnice D2 křížit s dálnicí D55, která zde má končit.
| Číslo úseku | Úsek                  | Staničení (km) | Délka    | Kategorie            | Zahájení stavby | Zprovoznění    |
| ----------- | --------------------- | -------------- | -------- | -------------------- | --------------- | -------------- |
| 01191.A     | MÚK Brno-jih          | −0,430 – 0,965 | 1,395 km | S22,0/80 a D28,0/130 | plánováno 2025  | plánováno 2027 |
|             | Brno, zkapacitnění D2 |                | 4,167 km | D27,5/130            | plánováno 2027  | plánováno 2031 |

## Zpoplatnění
Použití dálnice je zpoplatněno, a to jak v systému časového zpoplatnění, tak i v systému elektronického mýtného.

### Současnost
V systému časového zpoplatnění je dálnice D2 zpoplatněna pouze v úseku od mimoúrovňové křižovatky Chrlice (exit 3) po konec dálnice na státní hranici, přičemž úsek mezi odpočívkou Lanžhot a státní hranicí je zpoplatněn pouze ve směru od Brna ke státní hranici. Zbývající úseky, tj. úsek od začátku dálnice po mimoúrovňovou křižovatku Chrlice (exit 3) a úsek mezi odpočívkou Lanžhot a státní hranicí ve směru od státní hranice na Brno, zpoplatněny nejsou. V systému elektronického mýtného je dálnice D2 zpoplatněna v celé své délce, tedy od začátku dálnice v Brně před mimoúrovňovou křižovatkou Brno-jih (exit 1) po konec dálnice na státní hranici.

### Historie

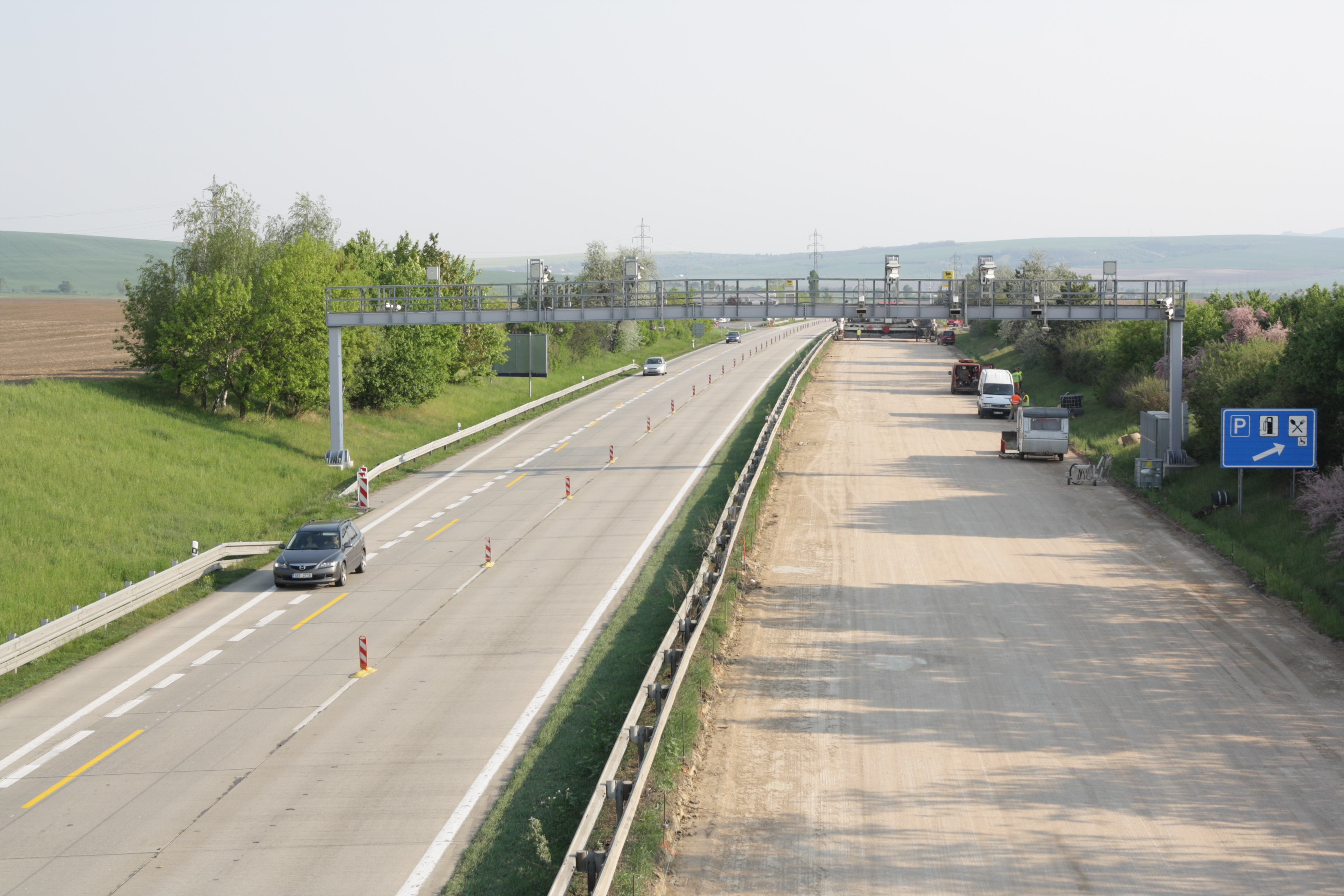
Rekonstrukce dálnice u Velkých Němčic, 2014

Použití dálnice D2 je zpoplatněno od 1. ledna 1995, tedy od zavedení poplatků za užívání dálnic a silnic dálničního typu. V době zavedení zpoplatnění byla dálnice D2 zpoplatněna pouze v úseku od mimoúrovňové křižovatky Chrlice (exit 3) po konec dálnice státní hranici se Slovenskou republikou. Počáteční úsek v Brně po mimoúrovňovou křižovatku Chrlice zpoplatněn nebyl..
Od svého zavedení bylo zpoplatnění dálnic a silnic dálničního typu předmětem několika změn, které se projevily i na míře zpoplatnění dálnice D2.
Nejdříve byl dodatečně vyňat ze zpoplatněných úseků ještě úsek od mimoúrovňové křižovatky Břeclav (exit 48) po státní hranici se Slovenskem. Smysl této úpravy lze spatřovat v umožnění využití navazující slovenské dálnice D2 již od státní hranice bez nutnosti uhradit poplatek za použití koncového úseku české dálnice D2; podobně byl bez poplatku i koncový úsek dálnice D5.
Nejvýraznější změnou bylo opuštění dosavadního jednotného systému zpoplatnění prostřednictvím poplatku za užívání dálnic a silnic dálničního typu a od 1. ledna 2007 jeho nahrazení dvěma systémy zpoplatnění, a to systémem časového zpoplatnění a systémem elektronického mýta. Existence dvou systémů zpoplatnění se projevila i na míře zpoplatnění dálnice D2. Zatímco v systému časového zpoplatnění byl opět zpoplatněn koncový úsek dálnice od mimoúrovňové křižovatky Břeclav (exit 48) po státní hranici se Slovenskem, načež jediným nezpoplatněným úsekem zůstal počáteční úsek po mimoúrovňovou křižovatku Chrlice (exit 3), tak v systému elektronického mýta byla dálnice zpoplatněna v celé své délce.
K další změně došlo 1. ledna 2010, odkdy byl ze systému časového zpoplatnění vyňat úsek dálnice D2 od odpočívky Lanžhot po státní hranici se Slovenskem, avšak pouze ve směru od státní hranice na Brno; směr od Brna na státní hranici se Slovenskem je zpoplatněný i v úseku od odpočívky Lanžhot po státní hranici. Systému elektronického mýta se tato změna nedotkla.

## Významné stavby na dálnici
Významným prvkem dálnice je estakáda přes řeku Moravu. Tato estakáda je dlouhá 877 m a sestává z hlavního mostního objektu dlouhého 169 m, který překračuje přes řeku Moravu a také přes státní hranici, z předpolí navazujícího na hlavní mostní objekt ze severu, tedy na české straně, a dlouhého 567 m a z předpolí navazujícího na hlavní mostní objekt z jihu, tedy na slovenské straně, které je dlouhé 141 m. Stavba estakády byla zahájena v roce 1977 a celý most byl zprovozněn spolu s navazujícím úsekem dálnice v roce 1980.